# 神奈川県立座間総合高等学校
神奈川県立座間総合高等学校（かながわけんりつざまそうごうこうとうがっこう）は神奈川県座間市栗原に所在する公立の高等学校。2009年4月に神奈川県立栗原高等学校と神奈川県立ひばりが丘高等学校の統合で開校した。

## 設置学科
- 総合学科
  - グローバル教養系列　
  - 情報ビジネス系列
  - 生活デザイン系列
  - 芸術スポーツ系列

## 沿革
- 2009年 - 栗原高等学校とひばりが丘高等学校の統合で開校

## 交通
- 神奈川中央交通
  - 台12「座間総合高校前」下車。徒歩3分。
  - 綾76「北向庚申」下車。徒歩5分。